# Stocksundsbron (Roslagsbanan)

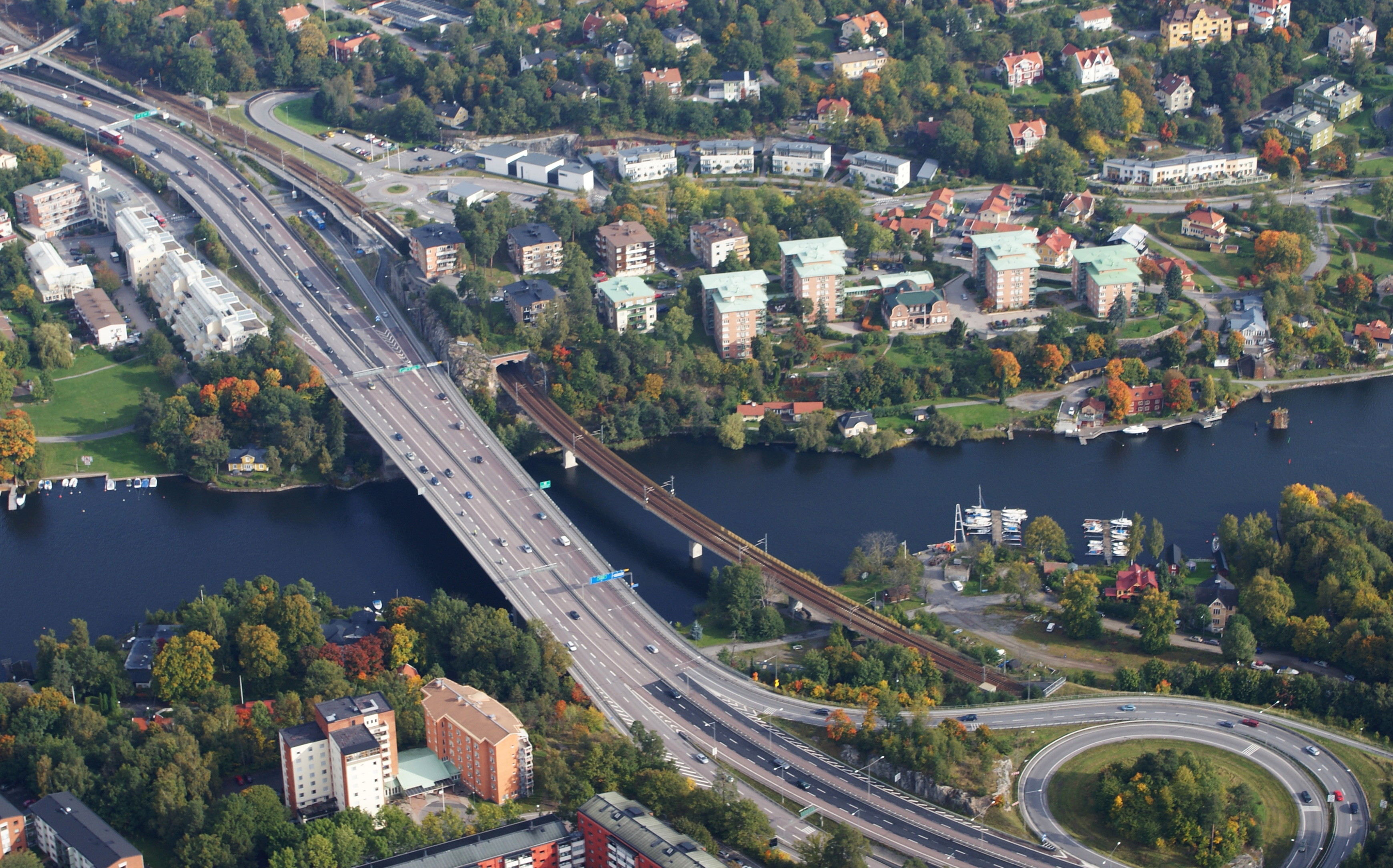
Stocksundets motorvägs- och järnvägsbroar, september 2012. Till höger i bild syns en bropelare som står kvar i vattnet efter den gamla järnvägsbron.

Stocksundsbron är namnet på flera broar för väg- och spårtrafik över Stocksundet mellan Danderyds och Solna kommuner. Här beskrivs broarna för spårtrafiken. 
Den äldsta bron över sundet för järnvägstrafik invigdes 1885 och var en del av Roslagsbanan. Nuvarande järnvägsbro öppnade för tågtrafik den 18 augusti 1996 och var ett led i Roslagsbanans upprustning. Sedan januari 1978 finns även en bro för tunnelbanans Röda linje.

## Historik

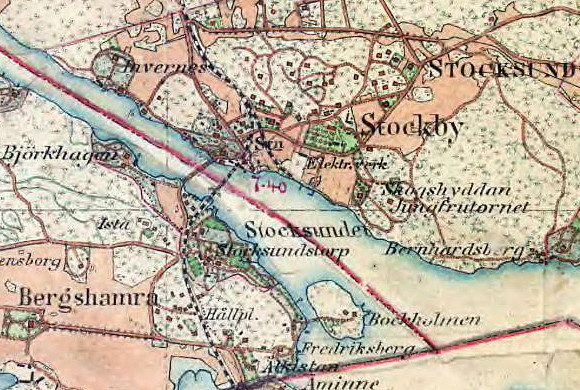
Stocksundet 1901 med de dåvarande väg- och järnvägsbroarna.

Den första vägbron över Stocksundet byggdes 1716. I samband med att Roslagsbanan drogs fram byggdes en järnvägsbro som stod klar 1885. Den var 98 meter lång och uppfördes strax öster om den dåvarande vägtrafikbron från 1826. Sträckningen över sundet hade man förkortat något genom anläggandet av en cirka 30 meter lång järnvägsbank på södra sidan. Järnvägsbron bestod av två stora spann om 36,6 meter med en fackverkskonstruktion och ett mindre spann om 25 meter med mittpelare som bar upp en svängbro. Den 28 september 1885 avsynades Stocksundsbron och den 21 december 1885 togs den i trafik. Denna bro var enkelspårig och gjorde sin tjänst ända fram till den 30 mars 1996. Ett medborgarinitiativ försökte bevara bron för gång och cykeltrafik, men i maj 1998 revs brons överbyggnad, med hjälp av lyftkranen Lodbrok. Idag står en bropelare och båda landfästena kvar. 
Den nuvarande järnvägsbron anlades ett hundratal meter väster om den gamla, som ett led i upprustningen av Roslagsbanan. Sträckningen rätades ut något och blev cirka 200 meter kortare, man slapp även en plankorsning i Stocksund kallad "Mormors grind". I samband med uträtningen av banan fick Stocksunds station ett nytt läge. 
Den nya bron ritades av arkitekt Laszlo Marko och är en dubbelspårig betongkonstruktion i fyra spann, 215 meter lång samt en segelfri höjd på 8,0 meter, något lägre än de intilliggande broarna för bilväg och tunnelbana. Bron invigdes under festliga former den 18 augusti 1996 av landstingspolitikern Elwe Nilsson och ledamoten i SL:s styrelse Per-Erik Kull. Dagen till ära kördes två tåg samtidigt och parallellt i samma riktning. På det viset ville man uppmärksamma att Stocksundsbron numera har dubbelspår som tillåter tätare turer.

## Bilder, Roslagsbanans gamla bro

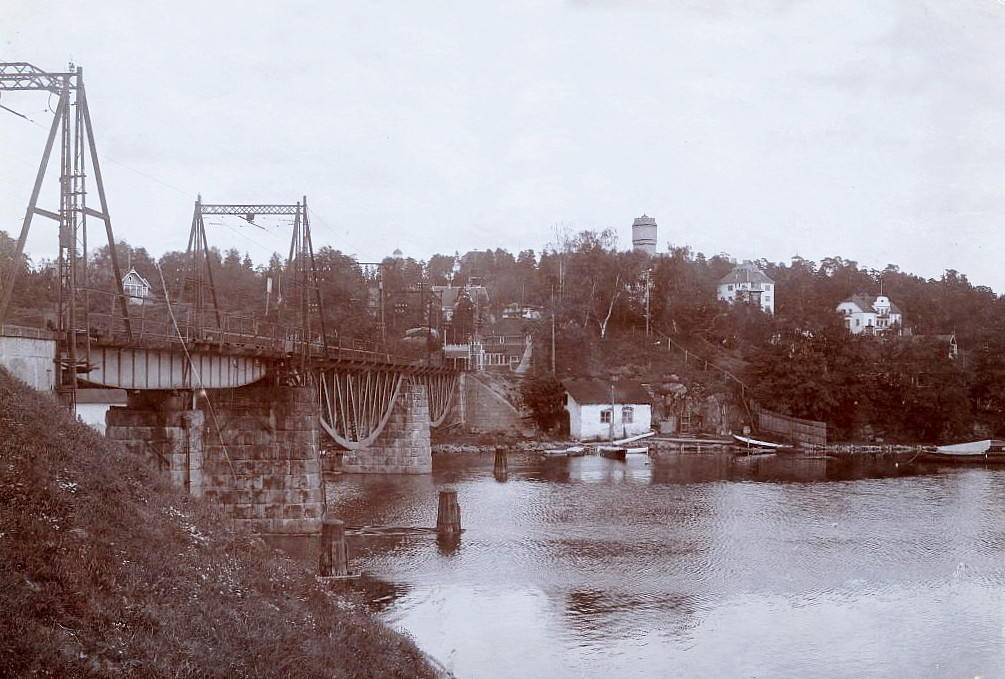
Gamla järnvägsbron 1909
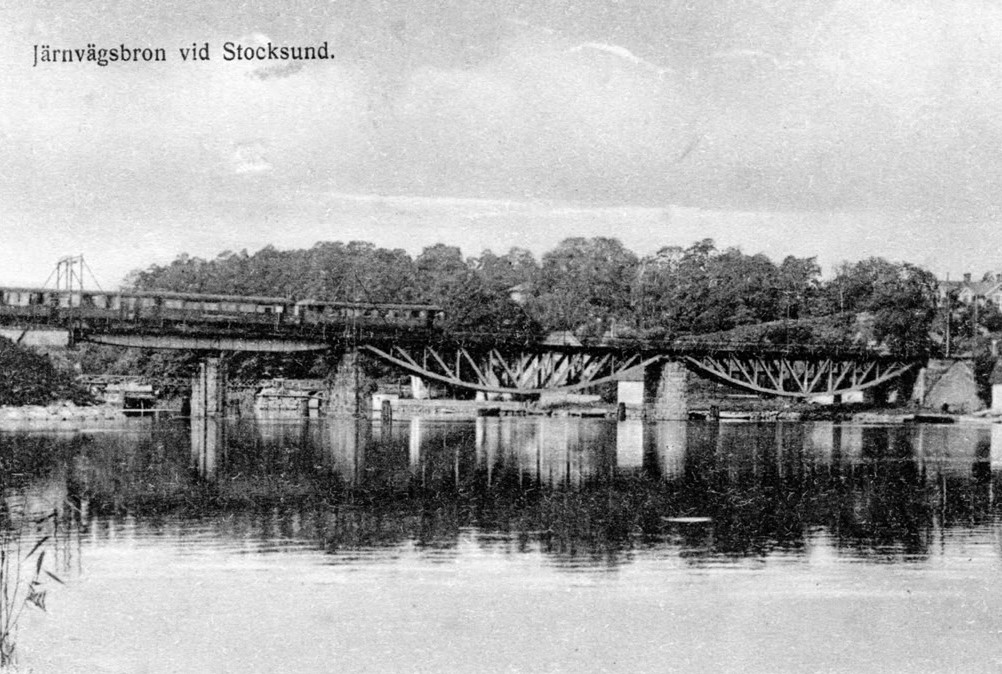
Bron på ett äldre vykort
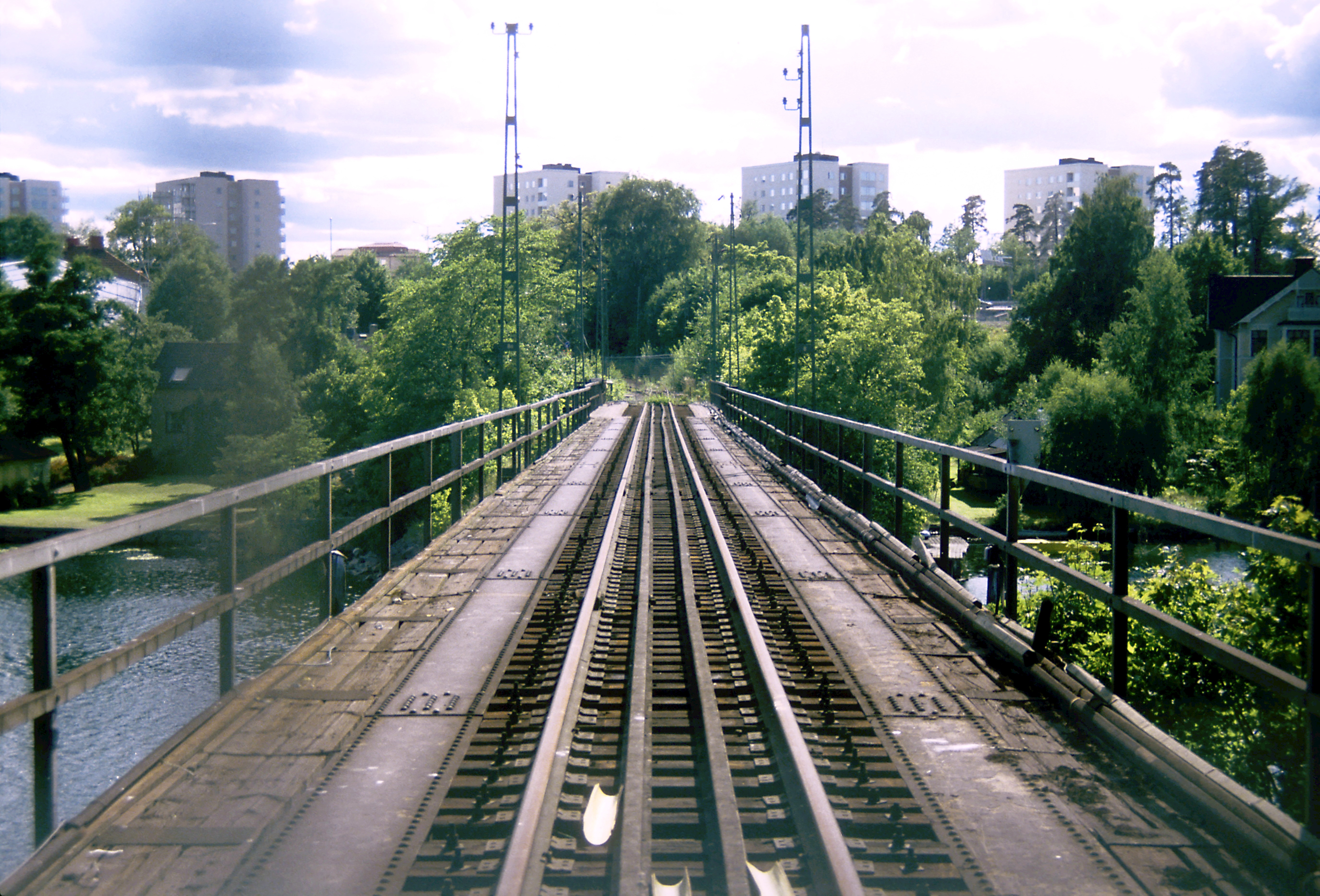
Gamla järnvägsbron efter stängningen 1996
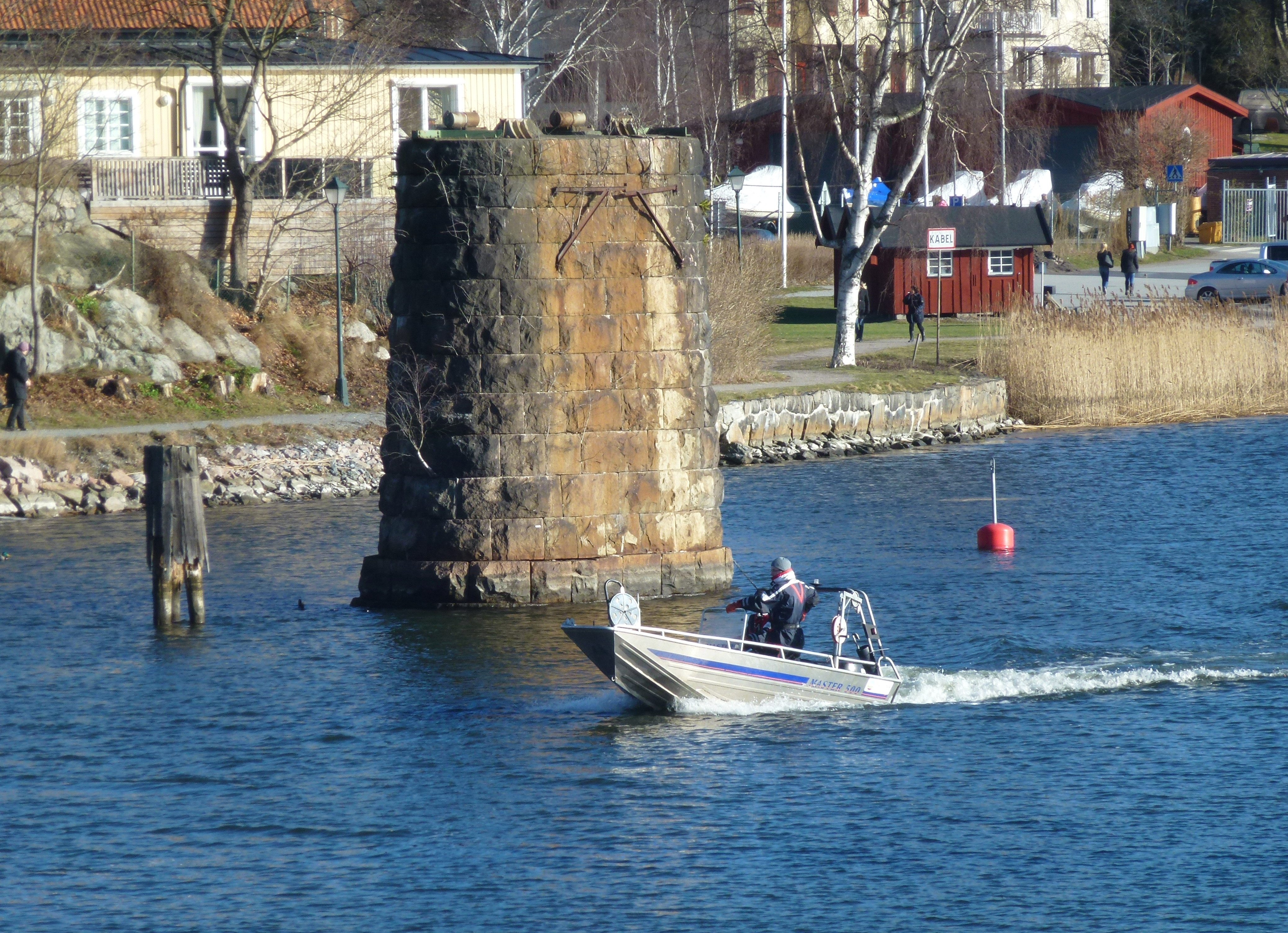
Bropelare efter gamla järnvägsbron 2014

## Bilder, Roslagsbanans nya bro

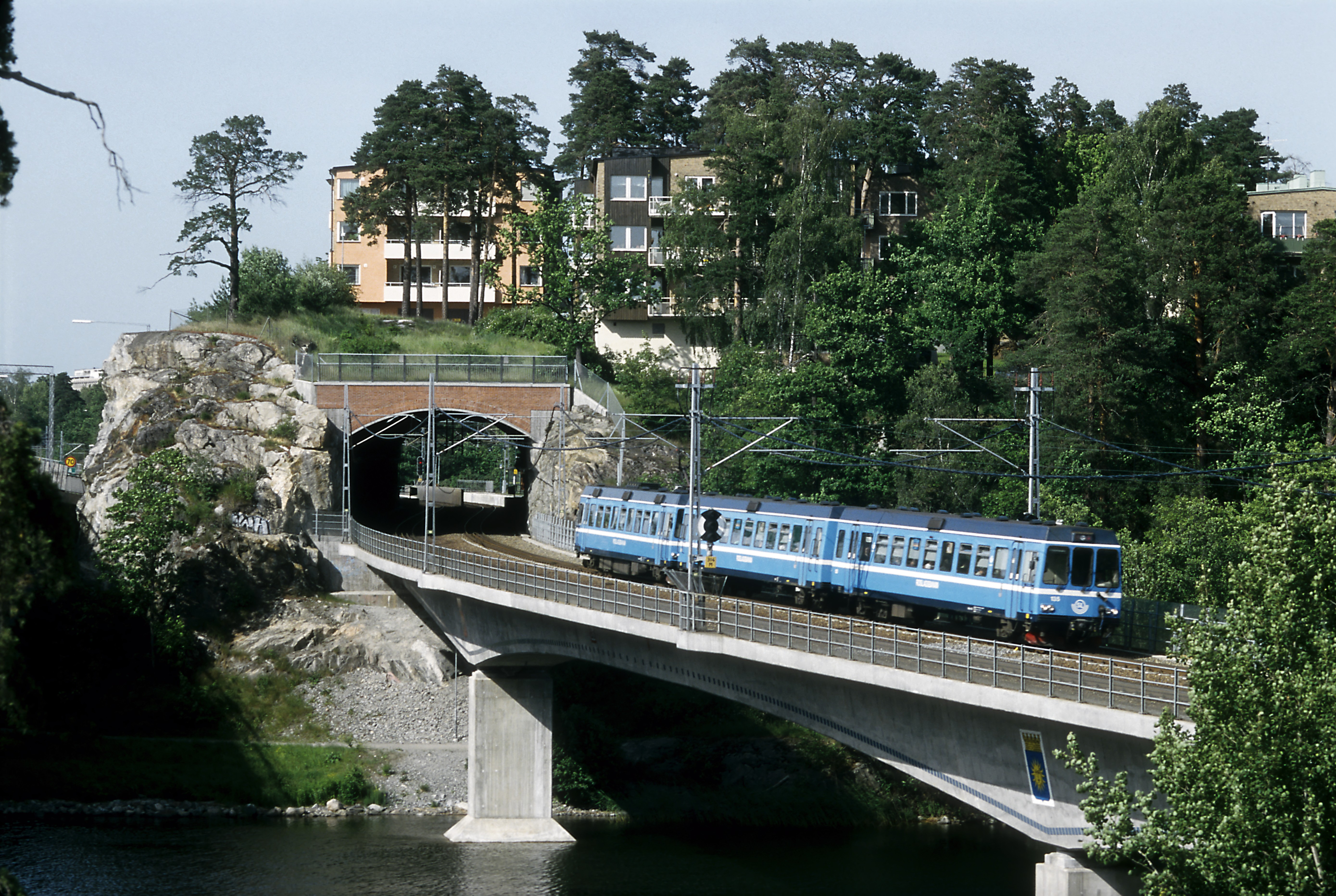
Nya järnvägsbron 2009
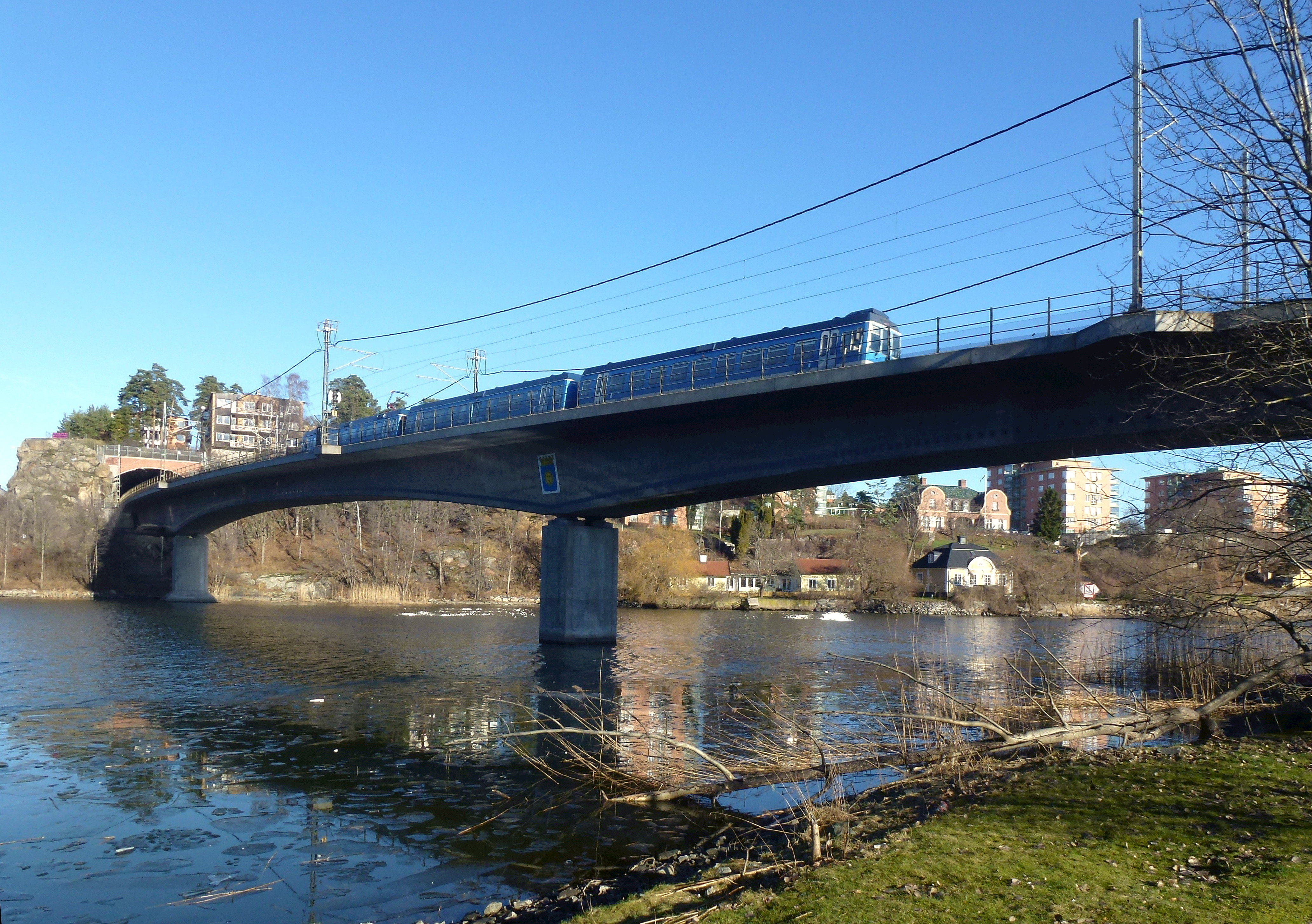
Nya järnvägsbron 2014
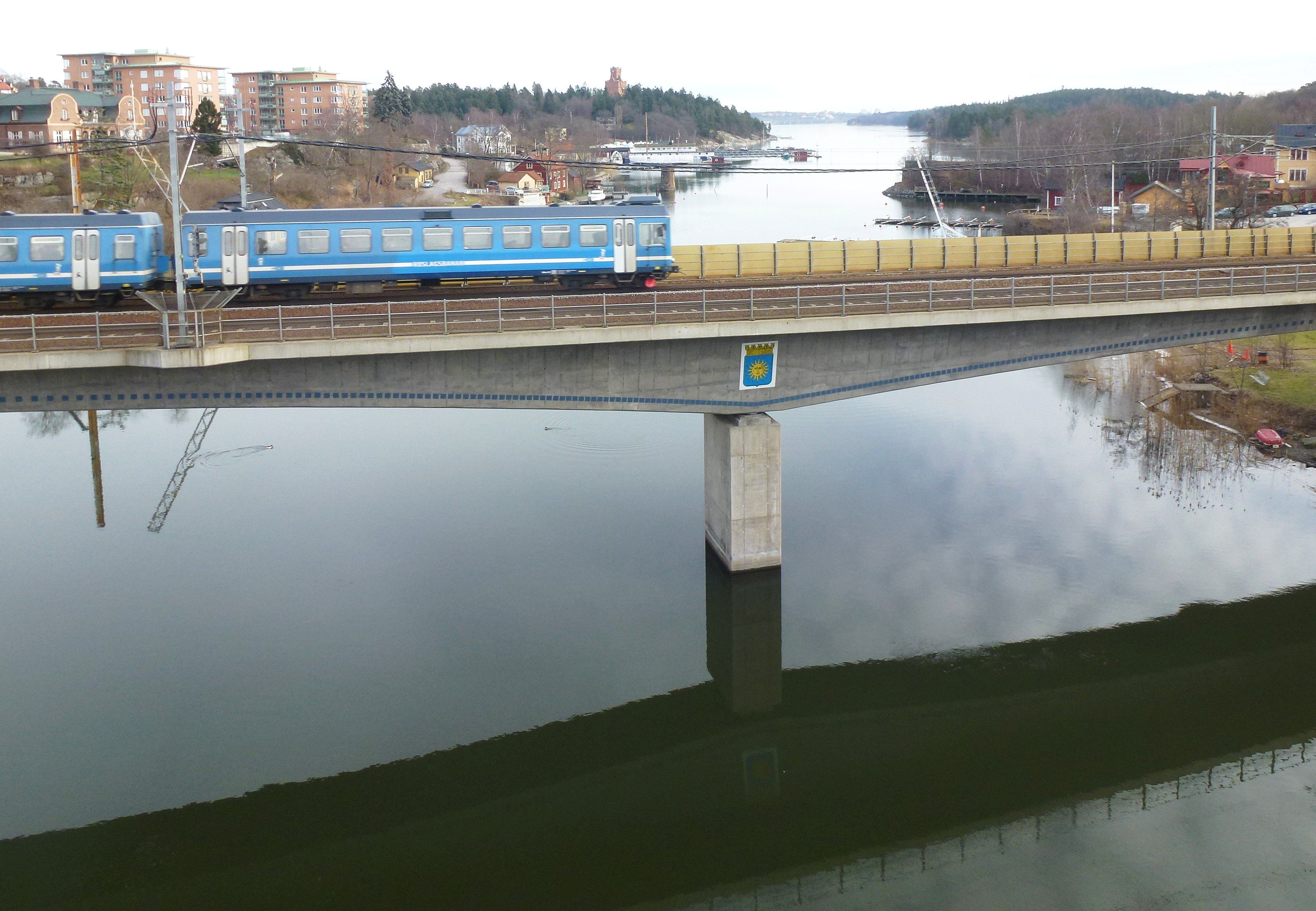
Nya järnvägsbron 2014
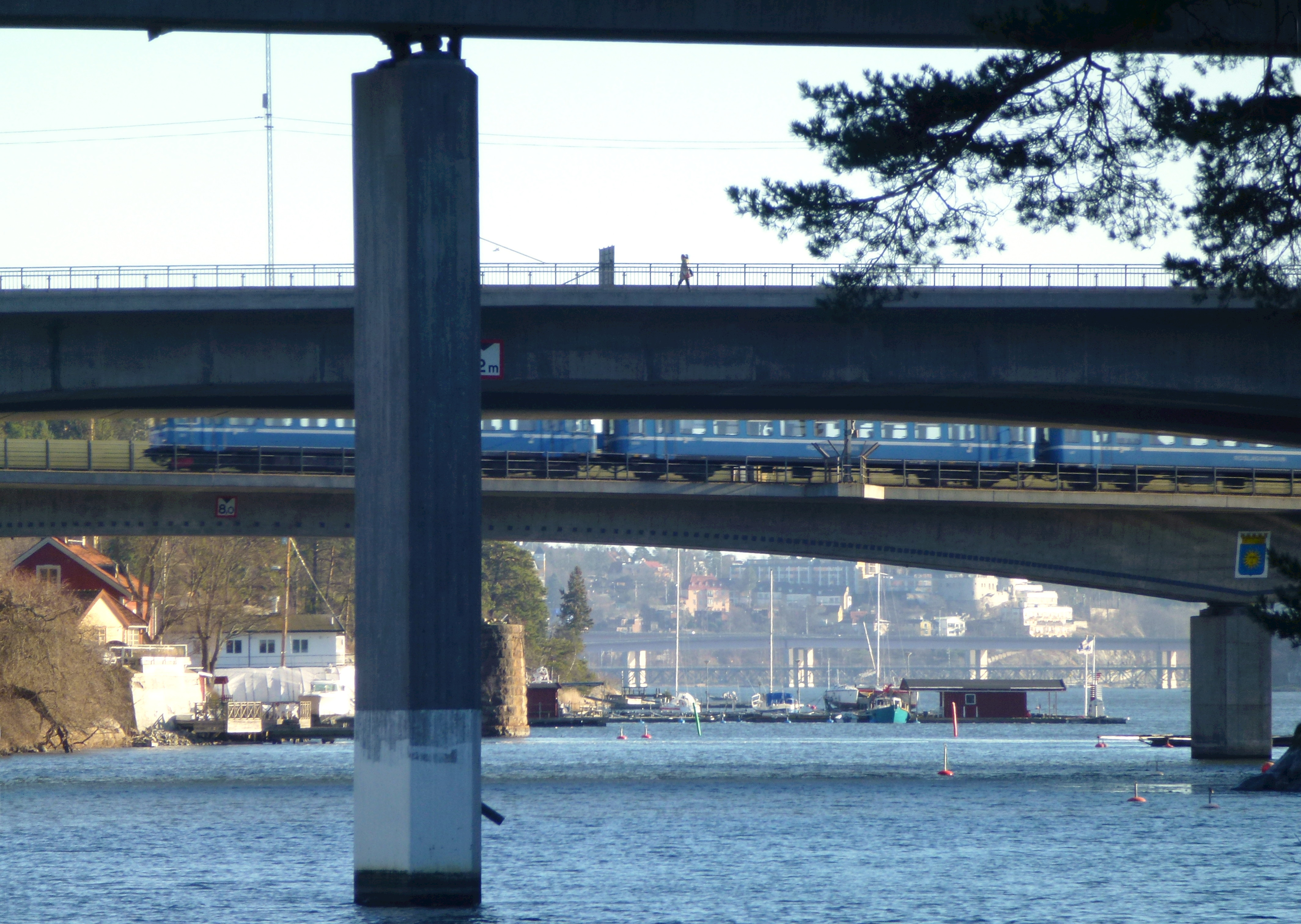
Alla tre broar, längst bort den för Roslagsbanan och i bakgrunden skymtar Lidingöbron